# Joe Griffin (jégkorongozó)
Joe Griffin (? – ?) világbajnok kanadai jégkorongozó.
Klubcsapata a Toronto CCMs volt, mely 1930-ban torontói és yorki liga bajnok volt, így rész vett az 1930-as jégkorong-világbajnokságon, mint a kanadai válogatott. Mivel a kanadai csapat kiemelkedett a többi válogatott közül, ők selejtező nélkül a döntőbe kerültek és ott 6–1-re legyőzték a németeket. Ez volt az első hivatalos világbajnokság. Mint védő játszott és 1 gólt ütött.